# Assassin's Creed
Assassin's Creed é uma série de jogos eletrônicos do gênero ação-aventura e RPG desenvolvida e publicada pela empresa Ubisoft. A premissa central da história envolve-se a partir da rivalidade entre duas sociedades secretas ancestrais: os Assassinos, que desejam a paz através do livre-arbítrio, e os Templários, que têm o objetivo de dominar o mundo e impor a ordem na humanidade. Ambos tiveram uma relação indireta com uma espécie que viveu antes dos humanos, cuja sociedade foi destruída por uma gigantesca tempestade solar. Misturando personagens e ficção histórica com eventos e figuras reais, a ordem cronológica dos jogos começa em 2012, e fala de Desmond Miles, um jovem que com a ajuda do Animus (uma máquina que permite ver as suas "memórias ancestrais"), explora as memórias de alguns dos mais proeminentes Assassinos da história.
Retirando inspiração a partir do romance "Alamut", do escritor esloveno Vladimir Bartol, Assassin's Creed começou como um spin-off da série Prince of Persia. O jogo original foi um esboço para Prince of Persia: The Two Thrones, antes da equipe decidir fazer uma nova propriedade intelectual, incluindo também um cenário no Médio Oriente, baseado no culto histórico de Assassinos Islâmicos ativos durante as Cruzadas.
A série começou em 2007 com o lançamento de Assassin's Creed e os jogos já foram lançados para várias plataformas incluindo PlayStation 3, PlayStation 4, Xbox 360, Xbox One, Microsoft Windows, MacOS X, Nintendo DS, PlayStation Portable, PlayStation Vita, iOS, HP webOS, Android, Nokia, Symbian, Windows Phone, Nintendo Wii U, Google Stadia, Nintendo Switch, PlayStation 5 e Xbox Series X/S. Os jogos principais foram na sua maior parte produzidos pelo estúdio Ubisoft Montreal com a colaboração do Ubisoft Annecy para o multijogador. Os portáteis foram produzidos pela Gameloft e Gryptonite Studios com trabalho adicional da Ubisoft Montreal.
Para além dos jogos, a série foi adaptada para os mais variados tipos de mídias, tais como livros, banda desenhada, roupas, brinquedos e um filme lançado em 2016.

## Jogabilidade

Ezio lutando contra dois guardas em Revelations, fazendo uso de uma espada e da lâmina oculta.

A maior parte dos jogos se passa dentro do Animus, onde a interface do dispositivo exibe a saúde, progresso, momento na história de seu ancestral, equipamentos e objetivos do jogador. Durante o uso do Animus, o jogador deve manter o nível de sincronização com seu ancestral, evitando fazer uso de ações que diminuem esse nível, como levar dano, matar pessoas inocentes e acessar áreas não disponíveis no momento. Os objetivos do jogo geralmente consistem em assassinar algum alvo, infiltrar-se em locais proibidos ou resgatar algum artefato perdido.
O jogador conta com vários recursos para realizar os assassinatos, como uma grande habilidade de parkour, podendo escalar quase qualquer construção e um vasto arsenal, sendo a principal arma a lâmina oculta, um dispositivo escondido no braço que saca uma lâmina e sutilmente assassina o inimigo. Mas o jogo conta também com outras armas brancas e de fogo, além das habilidades de arremessar facas e fazer uso de bombas. Mesmo com várias armas à disposição do jogador, o jogo encoraja o uso dos modos mais sutis possíveis para assassinar os alvos, para que não chame muita atenção e evite que os guardas da cidade comecem a caçá-lo. Para isso o jogo usa o conceito de movimentos passivos, que são sutis e discretos, e movimentos ativos como correr pelas ruas, escalar construções e correr pelos telhados das casas, que permitem velocidade, mas chamam muita atenção.
Duas habilidades-chave à disposição do jogador são o Salto de Fé, pelo qual o personagem pula (praticamente se jogando) de lugares muito altos para se descer normalmente, caindo em lugares que amortecem a queda, tais como carroças de feno, montes de folhas e na água; a Visão Aquilina, que permite ao jogador distinguir aliados dos inimigos e alvos por meio do uso de cores, além de haver detalhes que só podem ser vistos por meio desta habilidade. Ao longo do jogo, o personagem também conta com a ajuda de várias facções, como outros assassinos, além de cortesãs, ladrões, mercenários e ciganas. Por fim, o jogador deve libertar as cidades da influência dos templários, queimando estruturas que representam a dominação dos templários na região e reconstruindo a parte dominada, restaurando construções como ferrarias, alfaiatarias e pontos turísticos. No sexto jogo principal da série, Edward pode fazer uma exploração submarina.

## Enredo

### Assassin's Creed
Ambientado em 2012, época em que Desmond Miles, um barman e descendente de uma linhagem da Ordem dos Assassinos, é sequestrado por membros das Indústrias Abstergo — uma fachada para os cavaleiros templários atuais — para descobrir a localização dos Pedaços de Éden, artefatos antigos de grande poder criados por Aqueles Que Nos Precederam. Para isso, Warren Vidic, um empregado da Abstergo, e Lucy Stillman, uma assassina infiltrada, forçam Desmond a usar o Animus, um dispositivo capaz, dentre outras coisas, de criar projeções em três dimensões a partir de memórias de ancestrais contidas no DNA, chamadas na série de memórias genéticas. A partir de tais lembranças, o dispositivo permitia ao paciente revivê-las, conferindo inclusive um controlo parcial sobre as cenas, como se estivessem sendo revividas.
No primeiro jogo da série, Desmond vive a vida do sírio Altair, membro de uma Ordem de Assassinos denominada Hashshashin da época da Terceira Cruzada da Terra Santa; e o seu principal objetivo é eliminar os membros da Ordem dos Templários, responsáveis pela Terceira Cruzada. Para eliminar certas vítimas, a personagem cruza as cidades de Damasco, Jerusalém e Acre, cumprindo o seu dever no meio de uma guerra secreta.
É possível misturar-se no meio das pessoas comuns das cidades para se camuflar e, assim, passar despercebido por guardas e outros inimigos, um elemento inédito e que caracterizou a jogabilidade da franquia em títulos futuros.
Ao explorar as memórias dos assassinos, Desmond busca a localização das Maçãs do Éden, orbes douradas capazes de corromper seu usuário e de controlar a mente de outros seres humanos, tornando-os meros servos leais e cegos ao portador da orbe. O artefacto recebeu este nome pois o vilão templário Al Mualim, um árabe muçulmano medieval, acreditava que este objeto era o fruto proibido que levou Adão e Eva a serem expulsos do paraíso por Deus (informação esta que mais tarde se revelou estar de certa forma correta dentro da trama da série, mas não da forma como Al Mualim acreditava). Uma Maçã do Éden acabou parando nas mãos de Altair, que nunca chegou a se corromper pelo objeto e que adquiriu conhecimentos muito além dos estudiosos medievais de sua época, porém os guardou para si em um Códice que escreveu.

### Assassin's Creed: Ezio Trilogy
Ao conseguirem a informação desejada pela Abstergo, a morte de Desmond é ordenada, mas ele é salvo por um pequeno grupo de assassinos compostos por Lucy Stillman, Shaun Hastings e Rebecca Crane. Com isso, Desmond ajuda os Assassinos na corrida pelos Pedaços do Éden usando novas versões do Animus para fazer uso das memórias do nobre italiano Ezio Auditore da Firenze, para poder descobrir a localização dos outros artefatos.
A partir das memórias de Ezio Auditore Desmond também passa a procurar a localização de templos construídos por Aqueles Que Nos Precederam (também chamados de Isu). Ezio, um nobre italiano da era renascentista, havia encontrado e completado o Códice de Altair, que se revelou ser um mapa-múndi completo e muito mais avançado do que qualquer outro que existia em sua época. Através deste mapa ele encontra a localização de um templo dos Isu no subterrâneo de Roma. Ezio impede que o corrupto e controverso Rodrigo Borgia (retratado como um vilão templário no jogo) tivesse acesso ao templo. Os templários na época acreditavam que iriam encontrar o Deus cristão no Templo, porém no lugar do Deus cristão Ezio encontra a "deusa" venerada por seus antepassados romanos, Minerva. Em outras aventuras na Itália e também na Turquia, Ezio encontra outros dois templos e a deusa romana Juno e o deus romano Júpiter. Sendo um italiano renascentista e amigo próximo de Leonardo Da Vinci, Ezio se recusa a acreditar que encontrou deuses romanos e chega a conclusão que encontrou mensagens pré-gravadas por uma tecnologia muito mais avançada da que a de sua época.

### Assassin's Creed III
O último templo somente foi encontrado na América do Norte, durante a vida do guerreiro indígena norte-americano Ratonhnhaké:ton (também conhecido como Connor Kenway), assassino da Revolução Americana. Em algum momento durante ou antes do século XVIII, os habitantes da aldeia iroquesa de Kanatahséton, encontraram um dos artefatos da Primeira Civilização conhecidos como Bola de Cristal. A Mãe do Clã o usava para se comunicar com os "espíritos" dos membros da Primeira Civilização. Quando a Mãe do Clã permitiu que Ratonhnhaké:ton se comunicasse com os espíritos, na tentativa de dissuadi-lo de deixar o solo sagrado da tribo, ele se encontrou com Juno. Juno deu a ele acesso ao Nexus e o convenceu a se juntar aos Assassinos na tentativa de recuperar o amuleto roubado por seu pai Haytham Kenway e impedir que os Templários tivessem acesso ao Grande Templo. Depois que Ratonhnhaké:ton derrotou os Templários (incluindo seu arqui-inimigo Charles Lee) e recuperar o amuleto, ela o fez escondê-lo onde, supostamente, ninguém poderia encontrá-lo.
Desmond acorda em 21 de dezembro de 2012 e, com seus aliados, encontra o amuleto enterrado por Connor; a chave da porta interna do templo. Atrás dela, havia uma esfera de controle capaz de interromper uma erupção solar. Juno aparece e incentiva Desmond a tocá-lo, mas Minerva aparece e o avisa para não fazê-lo, pois liberaria Juno como uma entidade que protegeria contra a explosão solar, mas também se tornaria uma ameaça para o futuro da humanidade. Desmond opta por lançar Juno, acreditando que a humanidade terá uma chance melhor de lutar contra ela. A energia da esfera de controle protege a Terra das explosões solares, mas mata Desmond. A consciência de Juno escapa do templo e a partir daí, ela se espalha pela web para habitar uma ampla variedade de sistemas em rede (Juno planejou escapar do templo num momento em que a tecnologia humana estivesse avançada o suficiente para sua consciência se espalhar pelo planeta).

### Assassin's Creed IV: Black Flag
Após o final de Assassin's 3, a série toma um novo rumo contando a trajetória do galês Edward James Kenway, pirata e corsário que viveu na Época Dourada da Pirataria, pai de Haytham Kenway e avô de Ratonhnhakéton (Connor Kenway). Edward era um corsário da Marinha Real e uma vez aceito, se viu estacionado nas Índias Ocidentais. No entanto, um fim abrupto da Guerra da Sucessão Espanhola e a promessa de ouro, glória e fama acabaram por seduzi-lo a uma vida de pirataria. Foi durante essa época que Edward encontrou as ordens dos Assassinos e dos Templários e se envolveu em sua luta. Kenway buscou desvendar uma conspiração entre Templários de alto escalão para manipular os Impérios Britânico, Espanhol e Francês para localizar o Sábio — mais tarde identificado como Bartholomew Roberts — o único homem que poderia levá-los ao Observatório. Construído para permitir a visualização remota da visão de qualquer indivíduo através do uso de uma Caveira de Cristal, era essencialmente um centro de vigilância usado pelos Isu para rastrear certos indivíduos. Os Templários queriam ter acesso ao Observatório pois queriam espionar na época líderes mundiais como reis, rainhas, imperadores, etc. Vendo o perigo que este local representava ele foi completamente destruído pelos Assassinos. (Nesta época tanto os Assassinos e Templários já chamavam os Isu de "Aqueles Que Nos Precederam")

### Assassin's Creed Rogue
Logo após a história de Edward, a franquia nos mostra a história do assassino que se tornou templário Shay Patrick Cormac, que nasceu na América Britânica, filho de imigrantes irlandeses, e acompanhou a Guerra dos Sete Anos e se tornou um amigo e aliado de Haytham. Shay decide trair os Assassinos após uma experiência traumática após o roubo de um Pedaço do Éden ter ocasionado no Terremoto de Lisboa de 1755. Com o objetivo de impedir que os Assassinos causem outros desastres naturais na América do Norte, Shay decide caçar todos os seus ex-companheiros assassinos e se juntar aos Templários.

### Assassin's Creed Unity
Um pouco depois conhecemos a história do nobre francês Arno Victor Dorian, que viveu na França durante a Revolução Francesa. Em sua história Arno busca encontrar a Espada do Éden. Esta pode conceder aos seus portadores um grande poder e liderança, e foi usada por influentes seres humanos em guerras e conquistas; vários famosos conquistadores e heróis tinham estado em posse desta Espada. A espada também é capaz de projetar raios em inimigos. A espada, que havia sido de Jacques de Molay, foi adquirida pelo vilão François-Thomas Germain, o grão-mestre da facção extremista da Ordem dos Templários. Germain usou a espada durante sua luta contra Arno Dorian e a amada deste Élise de la Serre. A espada foi danificada no confronto, quebrando e emitindo uma onda de choque que matou Élise e mortalmente feriu o próprio Germain. Após o evento, a Espada acabou em poder de Arno, embora enquanto não possuísse seus poderes anteriores por conta dos danos causados na luta final, permaneceu como uma das armas mais poderosas do arsenal de Arno.

### Assassin's Creed Syndicate
Então temos história dos irmãos gêmeos Jacob e Evie Frye, ele sendo líder de uma gangue de rua e ela sendo uma pesquisadora de peças antigas, sendo que viveram na Inglaterra vitoriana. Os irmãos gêmeos buscavam encontrar o Sudário de Éden (também chamado de Velo de ouro), um artefacto capaz de curar doenças e regenerar ferimentos. O Sudário foi transferido para uma cripta construída sob o Palácio de Buckingham por Albert, príncipe consorte em 1847. Em 1868, durante a Revolução Industrial, tanto os Assassinos quanto os Templários procuravam o artefato. Por fim, foi encontrado e usado por Crawford Starrick durante um confronto com Evie Frye, Jacob Frye e Henry Green, embora os três tenham conseguido removê-lo de do vilão templário e posteriormente o mataram enquanto ele não estava mais com a posse do objeto, com Jacob retornando o Sudário para o seu lugar de descanso.

### Assassin's Creed (filme)
Em 2016, a série foi introduzida nos cinemas onde o enredo ocorre no século XV, durante a Inquisição Espanhola, o herói dessa vez é Aguilar de Nerha, um ancestral de Callum Lynch, um presidiário que irá passar por pena de morte, e esta nas mãos das Indústrias Abstergo, ele entra no Animus e investiga o passado do seu ancestral.

### Assassin's Creed Origins
Em Assassin's Creed Origins conhecemos a história de Bayek, um guerreiro do Antigo Egito (durante a guerra civil do faraó Ptolomeu XIII contra a sua irmã Cleopatra) cuja luta para proteger o seu povo o levou a criar a Ordem dos Ocultos (precursores dos Assassinos), com o jogo explorando a origem de seu conflito com a Ordem dos Anciões (precursores dos Templários). Bayek também busca vingança pela morte de seu filho, caçando todos os membros da Ordem dos Anciões, chegando até o general romano Flavius Metellus. Na DLC The Curse of the Pharaohs, Bayek chegou a viajar para o Vale dos Reis, onde teve de enfrentar os faraós revividos Aquenáton, Nefertiti, Ramssés II e Tutancâmon. No século XXI sabe-se que os faraós usaram a tecnologia d'Aqueles Que Nos Precederam (acreditado por eles serem artefactos mágicos) a fim de tentarem atingirem a vida eterna, porém na época Bayek acreditava que era uma "maldição" por ter invadido o túmulo dos faraós. Porém depois ele descobre que a maldição foi resultado das manipulações de uma antiga relíquia aos cuidados da sacerdotisa Isidora, que a usou para conjurar os espíritos desencarnados de vários faraós do passado, aparentemente retornando ao mundo dos vivos para vingar-se dos ladrões de túmulos e profanadores que atormentavam a região por gerações. Bayek, depois de investigar sua origem, recuperou a relíquia e assassinou Isidora. A própria relíquia foi então escondida.

### Assassin's Creed Odyssey
Em Assassin's Creed Odyssey exploramos as memórias de Kassandra, amazona espartana da Grécia Antiga que lutou na Guerra do Peloponeso. Kassandra descobre que é uma descendente direta dos "deuses do Olimpo" (no século XXI considerados apenas como membros d'Aqueles Que Nos Precederam… não como divindades de fato) enquanto tenta impedir que o recém formado Culto do Kosmos (predecessores dos Templários e liderados por Alexios… irmão de Kassandra) encontre a mitológica Atlântida, uma vasta biblioteca de conhecimento do que os antigos gregos acreditavam ser dos "Deuses do Olimpo". Kassandra destrói o Culto e sela Atlântida. Em sua jornada Kassandra também encontrou monstros mitológicos da Grécia Antiga como cíclopes, o minotauro e medusa… porém é revelado no século XXI que esses monstros foram frutos de bizarras experiências biológicas realizadas pelos Isu, usando humanos sequestrados como cobaias e relíquias precursoras criadas especificamente para os transformar em monstros: os artefatos de Atlantida. Em sua história também é revelada as origens dos Templários e da Lâmina Oculta. 
No século XXI, Layla Hassan localiza o Cajado de Hermes, outro Pedaço do Éden. Layla fica surpresa ao descobrir que Kassandra ainda está viva, sustentada pelo Cajado. Kassandra informa Layla que sempre deve haver um equilíbrio entre os Assassinos e os Templários, para que a vitória de um lado não leve à destruição do mundo, e que é profetizado que ela manterá esse equilíbrio. Layla prova ser digna de levar o cajado, e afasta as forças da Abstergo que vieram para tomar o cajado para si.

### Assassin's Creed Valhalla
Em Assassin's Creed Valhalla, a protagonista é a Skjaldmö (donzela escudeira) Eivor Varinsdóttir, que inicialmente busca vingança pela morte de seu pai, Varin, pelas mãos de Kjotve, um rei de um pequeno reino nordico. Após conhecer dois misteriosos estrangeiros, os árabes Basim e Hytham, Eivor ganha uma lâmina oculta destes e então pede ajuda ao rei Haroldo para derrotar e eliminar Kjotve em batalha. Porém após a morte de Kjotve Eivor decide partir em viagem em excursões na Inglaterra. Uma vez na Inglaterra Eivor busca se aliar aos chefes nordicos locais e passa a ter visões envolvendo Odin e Valhalla. Eventualmente Eivor descobre ser uma reencarnação de Odin.

### Protagonistas
Protagonistas de toda a série, em ordem cronológica de acordo com o período de tempo abordado nos jogos que protagonizaram ou tema principal do enredo.
- Alexios e Kassandra de Esparta (irmãos) - Assassin's Creed Odyssey; Assassin's Creed Valhalla; Assassin's Creed Nexus VR (Grécia Antiga na Guerra do Peloponeso). Canonicamente a protagonista é Kassandra, porém o Animus lhe pergunta se você quer jogar como Kassandra ou Alexios. Isso ocorre porque, na trama do jogo, tanto o DNA de Kassandra como o de Alexios foi encontrado numa lâmina antiga encontrada em um sítio arqueológico. A lâmina foi usada em uma batalha entre os dois irmãos (que eram inimigos) e ficou manchada com o sangue dos dois. Ao analisar a lâmina o Animus fica confuso com a presença do DNA de duas pessoas aparentadas então lhe pergunta qual "avatar" o jogador quer utilizar. Porém as memórias revividas são pertencentes a Kassandra.
- Bayek de Siuá e Aya de Alexandria (marido e mulher) - Assassin's Creed Origins (Egito Ptolomaico).
- Basim Ibn Ishaq - Assassin's Creed Valhalla; Assassin's Creed Mirage (Idade de ouro islâmica) é o protagonista de Assassin's Creed Mirage, apresentado pela primeira vez como personagem coadjuvante e antagonista oculto em Assassin's Creed Valhalla
- Eivor Varinsdóttir - Assassin's Creed Valhalla (Expansões vikings). Canonicamente a personagem é uma mulher, porém devido ao alto nível de DNA de Isu pertencente a Odin (ancestral de Eivor) encontrado no DNA de Eivor, o Animus, às vezes, representa Eivor como um homem baseado na aparência real de Odin.
- Altaïr Ibn-La'Ahad - Assassin's Creed: Altaïr's Chronicles; Assassin's Creed; Assassin's Creed: Bloodlines; Assassin's Creed: Revelations. (Terceira Cruzada).
- Ezio Auditore da Firenze - Assassin's Creed II; Assassin's Creed II: Discovery; Assassin's Creed: Brotherhood; Assassin's Creed: Revelations; Assassins Creed Chronicles: China; Assassin's Creed Nexus VR. (Renascimento).
- Shao Jun - Assassins Creed Chronicles: China. (China Imperial sob a Dinastia Ming)
- Fujibayashi Naoe e Yasuke (Shinobi e Samurai) - Assassin's Creed Shadows. (Japão Feudal)
- Edward James Kenway - Assassin's Creed IV: Black Flag. (Era de Ouro da Pirataria)
- Adéwalé - Assassin's Creed IV: Black Flag - Freedom Cry; Assassin's Creed Rogue. (colônia francesa de Saint-Domingue)
- Shay Patrick Cormac - Assassin's Creed Rogue. (Guerra dos Sete Anos)
- Aveline de Grandpré - Assassin's Creed III: Liberation (período entre o fim da Guerra Franco-Indígena e meados da Revolução Americana)
- Haytham E.Kenway e Ratonhnhaké::ton (nome indígena), também conhecido como Connor Kenway (pai e filho) - Assassin's Creed III; Assassin's Creed III: Liberation; Assassin's Creed Nexus VR. (Revolução Americana)
- Arno Victor Dorian - Assassin's Creed Unity; Assassin's Creed Unity: Arno's Chronicles (Revolução Francesa)
- Arbaaz Mir - Assassins Creed Chronicles: India. (Império Indiano Sikh/Índia Britânica)
- Jacob e Evie Frye (irmãos gêmeos, duas sequências de DNA separadas)- Assassin's Creed Syndicate. (Inglaterra Vitoriana)
- Lydia Frye (neta de Jacob Frye. sequencia de DNA na Primeira Guerra Mundial). - Assassin's Creed Syndicate. (Londres)
- Nikolai Orelov - Assassins Creed Chronicles: Rússia. (Revolução Russa)
- Desmond Miles - Protagonista americano dos Tempos Modernos que reviveu as memórias de Altair, Ezio e Connor.
- Layla Hassan - Protagonista egípcia dos Tempos Modernos que reviveu as memórias do casal Bayek e Aya no Animus, as memórias da amazona espartana Kassandra, como também as memórias de Eivor.

### Figuras Históricas
Figuras históricas estão bastante presentes na série, devido a esta se basear em acontecimentos reais em lugares existentes, essas figuras servem de apoio para Ordem dos Assassinos ou para Ordem dos Templários ou fazem simples participações especiais na trama. Em ordem cronológica de acordo com o período de tempo abordado nos jogos ou tema principal do enredo (somente jogos da série principal). 
- Assassin's Creed Odyssey (Grécia Antiga): Alcibíades, Rei Arquídamo II de Esparta, Aristófanes, Xá Artaxerxes I da Pérsia (aparece apenas em flashbacks de Darius), Artabano da Pérsia (aparece já idoso e usando o pseudônimo de Darius), Aspásia, Brásidas, Xá Dario II da Pérsia, Demócrito, Eurípides, Heródoto, Hipócrates, Fídias, Rei Pausânias de Esparta, Péricles, Cléon, Policleto, Praxila, Sofocles, Sócrates, Trasímaco, Rei Leónidas I de Esparta (aparece apenas no prólogo, ele é avô de Kassandra e Alexios).

- Assassin's Creed Origins (Egito Antigo na Era Ptolomaica): Ptolemeu XIII Téo Filópator, Cleópatra VII Filopátor, Ptolomeu XV Cesarião, Aquenáton, Ramessés II, Nefertiti, Tutancâmon (os quatro últimos são múmias revividas), Marco Júnio Bruto, Caio Cássio Longino, Júlio César, Vitrúvio, Pompeu.

- Assassin's Creed Mirage (Idade de ouro islâmica): Maomé ibne Tair,  Al-Mutawakkil, Qabiha, Almutaz, Al-Jāḥiẓ, Alfragano, Hunaine ibne Ixaque, Arib Al-Ma'muniyya, Uacife, o Turco.

- Assassin's Creed Valhalla (Expansões Vikings): Rei Alfredo de Wessex, Rainha Etelsvita da Mércia, Bragi (retratado como um viking e poeta escandinavo comum), Rei Burgredo de Mércia, Rei Haroldo I da Noruega, Ragnar Lodbrok (apenas mencionado), Ivar Ragnarsson, Uba Ragnarsson, Haldano Ragnarsson.

- Assassin's Creed (Terceira Cruzada): Guilherme V de Monferrato, Roberto IV de Sablé, Rei Ricardo I da Inglaterra, Sultão Saladino (mencionado apenas)

- Assassin's Creed II (Renascença Italiana): Nicolau Maquiavel, Rodrigo Borgia (depois conhecido como Papa Alexandre VI),Agostino Barbarigo, Lourenço de Médici, Jerônimo Savonarola, Catarina Sforza, Leonardo da Vinci, Sandro Botticelli (mencionado apenas como um pintor que convenceu a personagem Cristina Vespucci a ser uma modelo para suas pinturas), Américo Vespúcio (mencionado apenas, é primo da personagem Cristina Vespucci na trama fictícia do jogo).

- Assassin's Creed: Brotherhood (Renascença Italiana): César Bórgia, Lucrécia Bórgia, Papa Júlio II (no jogo é apenas mencionado, mas na adaptação literária é retratado como aliado de Ezio Auditore), Nicolau Copérnico, Salai (amante homossexual de Leonardo da Vinci). O jogo é continuação direta de Assassin's Creed II, então muitas figuras históricas que aparecem naquele jogo também aparece neste.

- Assassin's Creed: Revelations (Império Otomano durante o Renascimento): Piri Reis, Manuel Paleólogo, Sultão Bajazeto II (mencionado apenas), Sultão Selim I (herda o trono do pai), Príncipe Solimão (futuro Sultão Solimão, o Magnífico, na trama do jogo ainda é um adolescente)

- Assassin's Creed IV: Black Flag (Época Dourada da Pirataria): Mary Read, Benjamin Hornigold, Woodes Rogers, Laureano de Torres y Ayala (governador da Capitania Geral de Cuba), Stede Bonnet, Anne Bonny, Calico Jack, Bartholomew Roberts, Edward Teach, o Barba Negra, Charles Vane.

- Assassin's Creed: Rogue (Guerra dos Sete Anos): Charles Lee, Lawrence Washington, James Cook, Benjamin Franklin, George Washington

- Assassin's Creed III (Revolução Americana): Charles Lee, Samuel Adams, Marquês de Lafayette, John Hancock, Benedict Arnold, Benjamin Franklin, George Washington (futuro primeiro presidente dos Estados Unidos)

- Assassin's Creed: Unity (Revolução Francesa): Honoré Gabriel Riqueti de Mirabeau, Louis Michel Leppelletier de Saint Fargeau, Maximilien de Robespierre, Jean-Baptiste Bernadotte (futuro rei Carlos XIV João da Suécia), Napoleão Bonaparte, Désirée Clary, Georges Danton, Thomas-Alexandre Dumas (general mulato, pai do escritor Alexandre Dumas), Chevalier d’Eon, Antoine Lavoisier, Rei Luís XVI da França, Jean-Paul Marat, Rainha Maria Antonieta, Théroigne de Méricourt, Marquês de Sade, Louis Antoine de Saint-Just, Marie Tussaud, Eugène-François Vidocq, Jacques de Molay, Papa Clemente V, Rei Filipe IV da França (os três últimos aparecem somente no prólogo, ambientado na Idade Média)

- Assassin's Creed Syndicate (Revolução Industrial): David Brewster, James Thomas Brudenell, John Elliotson, Alexander Graham Bell, Charles Darwin, Charles Dickens, Benjamin Disraeli, Mary Anne Disraeli, Arthur Conan Doyle (retratado ainda criança e com o apelido de Artie), William Gladstone, Karl Marx, Florence Nightingale, Richard Owen, Duleep Singh, Rainha Vitória do Reino Unido, Jack, o Estripador (retratado usando uma máscara, já que sua identidade nunca foi descoberta).

## Histórico de lançamento

### Jogos publicados
A tabela a seguir lista os jogos principais e derivados da franquia, juntamente com seus anos de lançamento e as respectivas plataformas em que foram lançados:
| Título                                    | Ano             | Plataformas                                                                                                 |
| Série principal                           | Série principal | Série principal                                                                                             |
| ----------------------------------------- | --------------- | --- |
| Assassin's Creed                          | 2007            | Microsoft Windows, Xbox 360, PlayStation 3                                                                  |
| Assassin's Creed II                       | 2009            | Windows, Xbox 360, Xbox One, PlayStation 3, PlayStation 4, MacOS X, Nintendo Switch                         |
| Assassin's Creed: Brotherhood             | 2010            | Windows, Xbox 360, Xbox One, PlayStation 3, PlayStation 4, MacOS X, Nintendo Switch                         |
| Assassin's Creed: Revelations             | 2011            | Windows, Xbox 360, Xbox One, PlayStation 3, PlayStation 4, Nintendo Switch                                  |
| Assassin's Creed III                      | 2012            | Windows, Xbox 360, Xbox One, PlayStation 3, PlayStation 4, Nintendo Wii U, Nintendo Switch, Google Stadia   |
| Assassin's Creed IV: Black Flag           | 2013            | Windows, Xbox 360, Xbox One, PlayStation 3, PlayStation 4, Nintendo Wii U, Nintendo Switch, Google Stadia   |
| Assassin's Creed Rogue                    | 2014            | Windows, Xbox 360, Xbox One, PlayStation 3, PlayStation 4, Nintendo Switch, Google Stadia                   |
| Assassin's Creed Unity                    | 2014            | Windows, Xbox One, PlayStation 4, Google Stadia                                                             |
| Assassin's Creed Syndicate                | 2015            | Windows, Xbox One, PlayStation 4, Google Stadia                                                             |
| Assassin's Creed Origins                  | 2017            | Windows, Xbox One, PlayStation 4, Google Stadia                                                             |
| Assassin's Creed Odyssey                  | 2018            | Windows, Xbox One, PlayStation 4, Google Stadia                                                             |
| Assassin's Creed Valhalla                 | 2020            | Windows, Xbox One, Xbox Series X/S, PlayStation 4, PlayStation 5, Google Stadia, Amazon Luna                |
| Assassin's Creed Mirage                   | 2023            | Windows, Xbox One, Xbox Series X/S, PlayStation 4, PlayStation 5, Amazon Luna, iOS                          |
| Assassin's Creed Shadows                  | 2025            | Windows, Xbox Series X/S, PlayStation 5, Amazon Luna, macOS                                                 |
| Spin-offs / outros                        |                 | |
| Assassin's Creed: Altaïr's Chronicles     | 2008            | Android, Symbian, iOS, webOS, Windows Phone, Nintendo DS                                                    |
| Assassin's Creed: Bloodlines              | 2009            | PlayStation Portable                                                                                        |
| Assassin's Creed II: Discovery            | 2009            | iOS, Nintendo DS                                                                                            |
| Assassin's Creed: Project Legacy          | 2010            | Browser |
| Assassin's Creed: Multiplayer Rearmed     | 2011            | iPad, iPhone, iPod Touch                                                                                    |
| Assassin's Creed: Recollection            | 2011            | iPad, iPhone, iPod Touch                                                                                    |
| Assassin's Creed III: Liberationa         | 2012            | Windows, Xbox 360, Xbox One, PlayStation 3, PlayStation 4, PlayStation Vita, Nintendo Switch, Google Stadia |
| Assassin's Creed: Pirates                 | 2013            | Android, iOS                                                                                                |
| Assassin's Creed Freedom Cryb             | 2014            | Windows, Xbox 360, Xbox One, PlayStation 3, PlayStation 4, Nintendo Switch                                  |
| Assassin's Creed: Memories                | 2014            | iOS |
| Assassin's Creed Chronicles: Chinac       | 2015            | Windows, Xbox One, PlayStation 4, PlayStation Vitad                                                         |
| Assassin's Creed Chronicles: India        | 2016            | Windows, Xbox One, PlayStation 4, PlayStation Vitad                                                         |
| Assassin's Creed Chronicles: Russia       | 2016            | Windows, Xbox One, PlayStation 4, PlayStation Vitad                                                         |
| Assassin's Creed Identity                 | 2016            | Android, iOS                                                                                                |
| Assassin's Creed Unity: Arno's Chronicles | 2017            | Androide |
| Assassin's Creed Rebellion                | 2018            | Android, iOS                                                                                                |
| Assassin's Creed Nexus VR                 | 2023            | Meta Quest 2, Meta Quest 3, Meta Quest Pro                                                                  |
| Assassin's Creed Jade                     | 2025            | Android, iOS                                                                                                |

↑a Lançado sob o título Assassin's Creed: Liberation HD para Windows, PlayStation 3 e Xbox 360 em 2014.
↑b Originalmente lançado como DLC para todas as versões de Assassin's Creed IV: Black Flagem 2013.
↑c Originalmente anunciado como parte do passe de temporada para Assassin's Creed Unity. 
↑d Lançado como uma compilação intitulada Assassin's Creed Chronicles Trilogy Pack.
↑e Lançado exclusivamente para o smartphone Honor 9.

### Série principal

#### Assassin's Creed
Desmond Miles é um bartender que é sequestrado por uma poderosa empresa chamada Abstergo. Embora em cativeiro, Desmond é informado que deve usar uma máquina chamada Animus, criada pelas Indústrias Abstergo, para reviver as memórias de seus ancestrais. Ele é obrigado a aceitar usar a máquina para reviver as memórias de seu ancestral, Altaïr Ibn-La'Ahad.
Altaïr, o primeiro ancestral acompanhado por Desmond, é um membro de um grupo denominado Assassins (Assassinos). Este grupo vive sob três leis absolutas:
1. Nunca matar uma pessoa considerada inocente;
2. Ser sempre discreto;
3. Nunca comprometer a Irmandade.

Entretanto, por causa de sua arrogância e descuido, Altaïr quebra essas leis, desonrando-se e comprometendo a Irmandade. A fim de recuperar seu antigo status, Altaïr deve caçar e matar nove alvos a mando de seu mestre, Al Mualim. Altaïr relutantemente aceita a tarefa e, um a um, assassina oito dos nove homens. Cada um de seus alvos, minutos antes da morte, fala sobre um membro que Altaïr nem imagina que faz parte da caçada do reino dos perdidos aos Pedaços do Éden. Por fim, sua nona vítima é Robert de Sablé, o líder dos Cavaleiros Templários e principal alvo de Altaïr.
Ao alertar o rei Ricardo Coração de Leão, líder do exército cruzado, sobre a traição de Robert de Sablé, ele permite um duelo até a morte entre Altaïr e Robert. Após sua derrota, Robert de Sablé revela toda a verdade, confessando a traição. Robert confessa também que não eram nove, mas dez conspiradores para obter o Pedaço do Éden.
O décimo era seu mentor, Al Mualim, que queria manter os artefatos todos para si e, portanto, enviou Altaïr, seu melhor homem, para matar os outros nove. De volta a Masyaf, fortaleza dos assassinos, Al Mualim tinha tomado controle sobre as mentes das pessoas usando um Artefato do Éden (Maçã do Éden, como se fala no jogo). Ao chegar ao local, Altaïr é avisado por um dos moradores do que estava acontecendo. Ao se aproximar do castelo onde treinavam os assassinos, Altaïr é atacado por seus próprios companheiros. Mas, já encurralado e sem esperança, Altaïr recebe uma ajuda inesperada de amigos de outras cidades.
Ao encontrar Al Mualim, Altaïr exige respostas, e é exatamente o que seu mestre lhe dá. Depois de confessar que sempre planejou fingir se juntar aos outros para conseguir os artefatos para si, Al Mualim e Altaïr travam uma grande batalha. Mesmo usando um dos artefatos encontrados, Al Mualim sucumbe, com o Aprendiz ganhando do Mestre. Altaïr jura guardar um dos Pedaços do Éden consigo, definindo assim sua jornada. A memória que Abstergo estava procurando, onde se localiza o Pedaço do Éden, revela que é apenas um de 28 que estão espalhados por todo o mundo.
De volta a 2012, a Abstergo envia uma equipe para recuperar tantas peças quanto possível. Decidindo que não precisam mais de Desmond, dão ordens para matá-lo. Lucy Stillman, uma empregada da Abstergo que revelou a Desmond que é uma assassina disfarçada, convence-os a não matá-lo até que recuperem as peças, dando-lhe tempo.
Desmond é deixado sozinho na sala do Animus e, pelo uso da visão de águia herdada de Altaïr pelo "efeito sangria" causado pelo uso prolongado do Animus, ele vê muitos símbolos desenhados com sangue nas paredes de sua sala e nos pisos do laboratório. Estes símbolos contêm referências ao fim do mundo em muitas línguas diferentes. Desmond agora precisa escolher se vai tentar compreender os símbolos e deter os Templários ou fugir e tentar voltar à vida que tinha.

#### Assassin's Creed: Rogue
A 5 de agosto de 2014 a Ubisoft anunciou Assassin's Creed Rogue, que inicialmente seria lançado exclusivamente para Xbox 360 e PS3. Foi lançado para essas plataformas em Novembro de 2014, e para Windows em Março de 2015.

#### Assassin's Creed Unity
Foi lançado em 11 de novembro de 2014 nos Estados Unidos e no Brasil para Xbox One, PS4 e PC, o jogo recebeu uma versão para o Google Stadia em 15 de Dezembro de 2020. O jogo se passa na Revolução Francesa com o novo Assassino e protagonista Arno Victor Dorian. Apresenta inovações nas armas, como a Phantom Blade com capacidades ocultas, e um modo de jogo co-op com novas possibilidades para missões de até quatro jogadores.

#### Assassin's Creed Syndicate
Em Dezembro de 2014, escaparam para a Internet várias imagens e informações sobre um novo jogo Assassin's Creed, com o nome de código Victory. Acabou por ser mais tarde confirmado pela Ubisoft que Victory seria lançado em 2015 para Microsoft Windows, PlayStation 4 e Xbox One e que está a ser produzido pelo estúdio Ubisoft Quebec. Em Maio de 2015 o Kotaku revelou que Victory teria um novo subtítulo, Syndicate. A 12 de Maio de 2015, Assassin's Creed Syndicate foi anunciado oficialmente pela Ubisoft. As versões PlayStation 4 e Xbox One foram lançadas a 23 de Outubro de 2015, enquanto que a versão Microsoft Windows foi lançada em 19 de Novembro do mesmo ano, o jogo recebeu uma versão para o Google Stadia em 15 de Dezembro de 2020. Em Syndicate a história ocorre em Londres em 1868, durante a Era Vitoriana, no pico da Revolução Industrial, e apresenta pela primeira vez na série dois Assassinos jogáveis, os gémeos Jacob e Evie Frye.

#### Assassin's Creed Origins
Assassin's Creed Origins é um RPG de ação, foi anunciado oficialmente durante a conferência de imprensa da Microsoft na E3 2017. Em Origins, os jogadores controlam Bayek, um dos primeiros Assassinos, que viveu no Antigo Egipto. Assassin's Creed Origins foi lançado em 27 de outubro de 2017 para Microsoft Windows, PlayStation 4 e Xbox One. O jogo recebeu uma versão para o Google Stadia em 15 de dezembro de 2020. A história decorre no Reino Ptolemaico no Antigo Egito e fala de Bayek, um medjai, que trabalha para proteger o seu povo de ameaças e sua esposa Aya. O enredo serve como início para a série, mostrando as origens da luta entre os Assassinos, que desejam a paz através do livre arbítrio e os Templários, que têm o mesmo objetivo mas através da ordem e dominação. Ao contrário de outros jogos da série, que foram estruturados como jogos de ação e aventura, Origins é um jogo de RPG de ação e introduz muitos novos recursos à série, incluindo um sistema de combate baseado em corpo a corpo contra os inimigos.

#### Assassin's Creed Odyssey
Antes da Electronic Entertainment Expo 2018, em 31 de maio de 2018, o site Jeuxvideo apresentava imagens de um título ainda anunciado, Assassin's Creed Odyssey. A Ubisoft confirmou no mesmo dia que Assassin's Creed Odyssey será o próximo título da série, prometendo mais detalhes na Expo. A história principal de Assassin's Creed Odyssey se passa na Grécia Antiga durante a Guerra do Peloponeso e os jogadores podem escolher entre dois personagens para se jogar: Kassandra ou Alexios, que são irmãos, que embarcam em uma jornada para descobrir mistérios que cercam sua família, bem como minar uma organização proto-Templária: o Culto de Kosmos, que é responsável por orquestrar a guerra. O jogo também é um RPG de ação e dá mais ênfase a elementos de RPG, bem como em Assassin's Creed Origins, com combates tensos e introduz opções de diálogo e missões ramificadas, que podem resultar em finais diferentes. Odyssey foi lançado em 5 de outubro de 2018 para Microsoft Windows, PlayStation 4 e Xbox One. O jogo foi anunciado como sendo um dos jogos de lançamento para o Google Stadia em novembro de 2019. 

#### Assassin's Creed Valhalla
Anunciado em abril de 2020, o jogo dessa vez é baseado no cenário nórdico que envolveu os vikings. A narrativa principal do jogo se passa no final do século IX, durante as expansões vikings nas Ilhas Britânicas. Os jogadores controlam um invasor viking personalizável, Eivor Varinsdottir, que se envolve no conflito entre os Ocultos e a Ordem dos Antigos enquanto tenta estabelecer um novo clã viking na Inglaterra. Valhalla é um jogo de RPG de ação focado em combate e exploração, embora traga de volta vários elementos que estavam ausentes em Origins e Odyssey, como furtividade social e um assentamento personalizável. A Ubisoft Montreal liderou seu desenvolvimento, juntamente com catorze outros estúdios da Ubisoft. O título vazou no início de abril de 2019 com o nome Assassin's Creed Kingdom. Assassin's Creed Valhalla foi lançado em novembro de 2020 para PlayStation 4, PlayStation 5, Xbox One, Xbox Series X/S, Microsoft Windows, Google Stadia e Amazon Luna. O jogo foi bem recebido pelos jogadores em geral.

#### Assassin's Creed Mirage
No início de 2022, foi relatado que um novo jogo Assassin's Creed, intitulado ou codinome Rift, estava em desenvolvimento e com lançamento previsto para 2023. De acordo com vários vazamentos e relatórios, o jogo começou como uma expansão para Valhalla e pretendia ser mais parecido com jogos mais antigos da série, apresentando um cenário menor e um foco maior na jogabilidade furtiva. O jogo foi oficialmente confirmado pela Ubisoft como Assassin's Creed Mirage em 1º de setembro de 2022. Assassin's Creed Mirage foi lançado em outubro de 2023 para Microsoft Windows, PlayStation 4, PlayStation 5, Xbox One, Xbox Series X/S e Amazon Luna. Situado em Bagdá durante a Era de Ouro Islâmica, seguirá o personagem Basim Ibn Ishaq, introduzido em Assassin's Creed Valhalla, e sua transição de ladrão de rua para Os Ocultos, algumas décadas antes dos eventos de Valhalla. O jogo também pretende retornar às raízes da série, concentrando-se em furtividade, parkour e assassinatos sobre os elementos de role-playing apresentados fortemente em parcelas recentes.

#### Assassin's Creed Shadows
Assassin's Creed Shadows foi anunciado na Ubisoft Forward em setembro de 2022 sob o título provisório de Assassin's Creed: Codename Red como o próximo grande jogo de Assassin's Creed, a acontecer durante o período do Japão Feudal. Côté disse que o jogo permitirá aos jogadores viver uma “fantasia shinobi muito poderosa”. O título está sendo dirigido pela Ubisoft Quebec e será o primeiro jogo a ser incluído no Infinity.

### Outros jogos

#### Assassin's Creed: Project Legacy
Assassin's Creed: Project Legacy é um jogo browser como uma aplicação do Facebook, desenhado como promoção para Assassin's Creed: Brotherhood. O jogo é maioritariamente texto, mas inclui gráficos, som e alguns vídeos.

#### Assassin's Creed: Recollection
Assassin's Creed: Recollection é um jogo de tabuleiro em tempo real para iOS.

#### Assassin's Creed: Multiplayer Rearmed
Assassin's Creed: Multiplayer Rearmed é um jogo multijogador para iOS. É o único jogo Assassin's Creed que faz o progresso pelo dinheiro fictício do jogo.

#### Assassin's Creed III: Liberation
É um Assassin's Creed originalmente concebido para a PlayStation Vita. Foi depois re-lançado em janeiro de 2014 como Assassin's Creed: Liberation HD para PlayStation 3, Xbox 360 e Microsoft Windows via PlayStation Network, Xbox Live Arcade e Steam, respectivamente.

#### Assassin's Creed: Pirates
Assassin's Creed: Pirates é um jogo móvel lançado para iOS e Android em Dezembro de 2013. Foi produzido pelo estúdio Ubisoft Paris.

#### Assassin's Creed: Freedom Cry
Foi lançado no dia 18 de dezembro de 2013 como uma DLC do título da saga principal Assassin's Creed IV: Black Flag. Assassin's Creed: Freedom Cry foi lançado como um jogo standalone no dia 19 de fevereiro de 2014 para PlayStation 3, PlayStation 4, Xbox 360, Xbox One. No dia 25 de fevereiro de 2014 ele foi lançado como standalone para PC via Steam e Ubi Store.

#### Assassin's Creed Memories
Assassin's Creed Memories é um jogo móvel lançado para iOS em Agosto de 2014. Memories combina cartas e batalhas, perseguição de alvos e multijogador competitivo. Memories decorre em várias eras históricas, incluindo a Terceira Cruzada, a Época Dourada da Pirataria, o Japão Feudal e o Império Mongol.

#### Assassin's Creed Chronicles
Assassin's Creed Chronicles é um conjunto de três jogos para Microsoft Windows, PlayStation 4 e Xbox One.

#### Assassin's Creed Nexus VR
Assassin's Creed Nexus VR é um jogo de realidade virtual desenvolvido pelo estúdio subsidiário da Ubisoft, Red Storm Entertainment, e lançado para Meta Quest 2 em 16 de novembro de 2023. No jogo, os jogadores assumem o papel de um hacker Assassino que se infiltra na Abstergo e revive as memórias de três dos protagonistas da série - Ezio Auditore, Kassandra e Ratonhnhaké:ton / Connor - para sabotar os planos dos Templários de usá-los para promover seus próprios objetivos.
Em setembro de 2020, no evento digital do Facebook Connect, a vice-presidente de desenvolvimento de produtos da Red Storm Entertainment, Elizabeth Loverso, revelou ao público diversas franquias de jogos AAA chegando ao formato de realidade virtual. Dois dos projetos anunciados foram um jogo Assassin's Creed sem título e uma parcela sem título da série Tom Clancy's Splinter Cell (também desenvolvida pela Ubisoft), com ambos os títulos previstos para lançamento exclusivo para plataformas Oculus. Este não seria o primeiro título de Assassin's Creed a chegar ao VR, mas seria o primeiro a estar disponível publicamente; o jogo Splinter Cell VR foi cancelado em 21 de julho de 2022. Em junho de 2023, em um evento Meta Quest Gaming Showcase, o título atualizado do jogo, Assassin's Creed Nexus VR, foi anunciado junto com uma janela de lançamento no final de 2023.

#### Assassin's Creed Identity
Assassin's Creed Identity é um jogo para os aparelhos iOS e Android em 3D e na terceira pessoa.

#### Assassin's Creed Unity: Arno's Chronicles
Assassin's Creed Unity: Arno's Chronicles é um jogo para celular de rolagem lateral lançado para a série de smartphones Huawei Honor em junho de 2017. Ele apresenta um estilo de jogo semelhante aos jogos Assassin's Creed Chronicles e adapta aproximadamente os eventos do enredo principal de Assassin's Creed Unity.

#### Assassin's Creed: Jade
Assassin's Creed: Jade é um próximo lançamento mobile para Android e iOS da série Assassin's Creed. Ele é um RPG de ação com explorações de mundo aberto e a capacidade dos jogadores de decidir o gênero do protagonista, bem como em Assassin's Creed Origins, Assassin's Creed: Odyssey e Assassin's Creed: Valhalla. Originalmente estava programado para ser lançado no final de 2023, mas foi adiado. O jogo se passa em 215 a.C., durante a dinastia Qin, na China, apresentando um personagem totalmente personalizável que os jogadores podem criar, marcando a estreia da série. Jade deve apresentar toda a jogabilidade icônica da franquia, otimizada para uma experiência com controles de toque.

## Outra mídia

### Livros da Série

#### Assassin's Creed
1. Renaissance (2009)
2. Brotherhood (2010)
3. The Secret Crusade (2011)
4. Revelations (2011)
5. Forsaken (2012)
6. Black Flag (2013)
7. Unity (2014)
8. Underworld (2015)
9. Heresy (2016)

##### Livros relacionados
- The Invisible Imam (2007)
- The Ming Storm (2021)
- The Desert Threat (2022)

#### Assassin's Creed: Last Descendants
1. Last Descendants (2016)
2. Tomb of the Khan (2016)
3. Fate of the Gods (2018)

#### Baseado no filme
- Assassin's Creed (2016)

#### Assassin's Creed Origins
- Desert Oath (2017)

#### Assassin's Creed Odyssey
- Assassin's Creed Odyssey (2018)

#### Assassin's Creed Valhalla
- Geirmund's Saga (2020)

#### Outro
- The Magus Conspiracy (2022)

### Histórias em quadrinhos
- Assassin's Creed: Graphic Novel
- Assassin's Creed, Volume 1: Desmond
- Assassin's Creed, Volume 2: Aquilus
- Assassin's Creed, Volume 3: Accipiter
- Assassin's Creed, Volume 4: Hawk
- Assassin's Creed, Volume 5: El Cakr
- Assassin's Creed, Volume 6: Leila
- Assassin's Creed: The Fall

- Assassin's Creed: The Chain

- Assassin's Creed: Brahman

### Filmes
Assassin's Creed: Lineage
Assassin's Creed: Lineage é um filme de 36 minutos que serve como uma prequela (prelúdio) para o jogo Assassin's Creed II. A curta, lançada em três partes pelo YouTube, promoveu o jogo e foi a primeira tentativa da Ubisoft de dar o seu primeiro passo em direção à indústria cinematográfica. A história é sobre Giovanni Auditore, pai de Ezio, que investiga a morte misteriosa do Duque de Milão Galeazzo Maria Sforza, e as suas primeiras descobertas sobre a conspiração de Rodrigo Borgia.
Assassin's Creed: Ascendance
Assassin's Creed: Ascendance é uma curta-metragem de animação feita pela UbiWorkshop e pela Ubisoft Montreal, e serve como uma ligação entre a história de Assassin's Creed II e Assassin's Creed: Brotherhood. Conta a história de pano de fundo de como Cesare Borgia subiu ao poder. A curta foi lançada a 16 de Novembro de 2010. A história toma lugar no meio dos eventos de Brotherhood, quando Ezio está procurando e juntando informações sobre Cesare Borgia e de um homem encapuzado, que, mais tarde, é descoberto ser Leonardo da Vinci. Está disponível para compra na Xbox Live, PlayStation Network e na iTunes Store.
Assassin's Creed: Embers
Assassin's Creed: Embers é uma curta-metragem animada criada pela UbiWorkshop. O curta foi incluído nas versões Signature e Collector's Edition do jogo Assassin's Creed: Revelations. UbiWorkshop lançou um trailer da curta em 21 de julho de 2011, que foi apresentado na Comic-Con 2011. O trailer de Embers mostra um Ezio mais velho, temendo que alguém esteja atrás dele. Os desenvolvedores descreveram Embers como um epílogo final da história de Ezio, e mesmo podendo assisti-lo a qualquer hora, deveria ser assistido após o final de Assassin's Creed: Revelations, para compreender totalmente o conto de Ezio Auditore da Firenze. O curta mostra a história de um Ezio mais velho, vivendo uma vida pacífica na zona rural de Toscana, com sua mulher Sofia e seus filhos, Flavia e Marcello, e escrevendo suas memórias. Um dia, uma estranha aparece; uma Assassina Chinesa, chamada Shao Jun, que veio até Ezio para buscar conhecimento de sua vida como Assassino. Apesar de Ezio não querer que ela fique, para deixar sua vida como Assassino para trás, Sofia a convida para passar a noite. No dia seguinte, Ezio encontra Jun lendo suas memórias, e a ordena a ir embora, mas volta atrás após ela perguntar o que significa ser um Assassino. Durante uma viagem a Florença, Ezio reconta a história de como seu pai e seus irmãos foram assassinados em praça pública, o forçando a virar um Assassino, e como uma vida é definida pela dor que traz e causa. Quando eles vão embora, os dois são atacados por um estranho, também de origem asiática. Após matá-lo, Jun revela que ela era uma concubina, agora em fuga dos servos do imperador chinês Jiang, e explica como seu antigo mestre a libertou de sua influência. Depois de retornar para sua casa, Ezio diz para Sofia e os seus filhos para saírem de casa, sabendo que outros viriam. Ele então ensina a Jun o segredo para salvar o seu povo da influência do Imperador. Mais tarde, naquela noite, a casa de campo de Ezio é atacada por mais inimigos, e depois de uma dura luta, eles conseguem derrotá-los. Na manhã seguinte, Ezio dá a Shao Jun uma pequena caixa e diz que ela pode vir a usá-la um dia, mas somente "se ela se perder no caminho". Ele, então a manda embora, quando dois cavaleiros aparecem na casa de campo. Algum tempo depois Ezio viaja para Florença, com a sua esposa Sofia e sua filha Flavia, mesmo sofrendo de infartos. Enquanto está descansando num banco, vendo a sua esposa e a sua filha, sorrindo, Ezio tem uma pequena conversa com um jovem com uma cicatriz no rosto — o tipo de jovem que ele era na juventude — ele exala e morre na frente da sua família. A curta então termina quando uma carta que Ezio deixou para Sofia é lida, dizendo que de todas as coisas que o motivou para seguir em frente na vida, o amor pelo mundo em seu redor foi o motivo maior.
Adaptação para o cinema
Um filme, Assassin's Creed, que decorre no mesmo universo que os videojogos (entre outra média), tem lançamento previsto para dezembro de 2016. A produção começou em Outubro de 2011, quando a Sony Pictures começou as negociações finais com a Ubisoft Motion Pictures. Foi anunciado que Michael Fassbender terá o papel principal do filme, assim como irá co-produzir. Interpretará o papel de Callum Lynch, cujo ancestral, Aguilar, é um assassino espanhol do século XV. Em Outubro de 2012, a Ubisoft revelou que o filme já não seria produzido pela Sony, mas sim uma co-produção com a New Regency e distribuído pela 20th Century Fox. Michael Lesslie foi contratado para escrever o filme, com Scott Frank, Adam Cooper e Bill Collage a reescreverem o enredo. Em Abril de 2014, Justin Kurzel estava em negociações para ser o realizador. As filmagens terão lugar em Malta, Londres e Espanha. Em outubro de 2015, os actores Jeremy Irons e Brendan Gleeson foram confirmados para o elenco do filme.

### Televisão
Aymar Azaizia da Ubisoft confirmou em março de 2017 que estava a ser produzida uma série Assassin's Creed para a televisão, numa parceria com a Netflix. "Tal como o filme, vamos usar o nosso tempo para entregarmos algo de que nos podemos orgulhar", referiu. Mais tarde foi confirmado que será uma série de animação, baseada em anime japonês.

## Recepção
| Jogo                                  | GameRankings                                                  | Metacritic                                                                 |
| ------------------------------------- | ------------------------------------------------------------- | -------------------------------------------------------------------------- |
| Assassin's Creed                      | (PC) 80% (PS3) 79% (X360) 83%                                 | (PC) 79/100 (PS3) 81/100 (X360) 81/100                                     |
| Assassin's Creed: Altaïr's Chronicles | (NDS) 58%                                                     | (NDS) 58/100                                                               |
| Assassin's Creed: Bloodlines          | (PSP) 64%                                                     | (PSP) 63/100                                                               |
| Assassin's Creed II                   | (PC) 84% (PS3) 91% (X360) 90%                                 | (PC) 86/100 (PS3) 91/100 (X360) 90/100                                     |
| Assassin's Creed II: Discovery        | (NDS) 71%                                                     | (NDS) 69/100                                                               |
| Assassin's Creed: Brotherhood         | (PC) 88% (PS3) 90% (X360) 91%                                 | (PC) 88/100 (PS3) 90/100 (X360) 89/100                                     |
| Assassin's Creed: Revelations         | (PC) 75% (PS3) 80% (X360) 79%                                 | (PC) 80/100 (PS3) 80/100 (X360) 80/100                                     |
| Assassin's Creed III                  | (PC) 81% (PS3) 86% (WIIU) 83% (X360) 85%                      | (PC) 80/100 (PS3) 85/100 (WIIU) 85/100 (X360) 84/100                       |
| Assassin's Creed III: Liberation      | (PC) 66% (PS3) 62% (Vita) 72% (X360) 62%                      | (PC) 66/100 (PS3) 64/100 (Vita) 70/100 (X360) 62/100                       |
| Assassin's Creed IV: Black Flag       | (PC) 83% (PS3) 88% (PS4) 85% (WIIU) 87% (X360) 86% (XONE) 81% | (PC) 84/100 (PS3) 88/100 (PS4) 83/100 (WIIU) 86/100 (X360) 86/100 (XONE) – |
| Assassin's Creed Rogue                | (PC) 70% (PS3) 74% (X360) 73%                                 | (PC) 75/100 (PS3) 72/100 (X360) 72/100                                     |
| Assassin's Creed Unity                | (PC) 73% (PS4) 68% (XONE) 70%                                 | (PC) 70/100 (PS4) 70/100 (XONE) 72/100                                     |
| Assassin's Creed Syndicate            | (PS4) 77.28% (XONE) 80.76%                                    | (PS4) 77/100 (XONE) 77/100                                                 |
| Assassin's Creed Origins              |                                                               | (PS4) 81 (XONE) 85 (PC) 84                                                 |
| Assassin's Creed Odyssey              |                                                               | (PS4) 83 (XONE) 87 (PC) 86                                                 |
| Assassin's Creed Valhalla             |                                                               | (PS4) 81 (PS5) 84 (XONE) 82 (XSX) 85 (PC) 85                               |
| Assassin's Creed Mirage               |                                                               | (PS5) 76 (XSX) 77 (PC) 76                                                  |
| Assassin's Creed Shadows              |                                                               | (PS5) 81 (XSX) 85 (PC) 78                                                  |

A série Assassin's Creed, particularmente os jogos principais, recebeu análises muito positivas tanto da crítica especializada como dos fãs. Muitos já chamaram a Assassin's Creed "… a série que se destaca na sétima geração de consoles". Em Setembro de 2016 já tinham sido vendidas mais de 100 milhões de cópias de jogos Assassin's Creed, tornando-se a série mais vendida da Ubisoft e uma das séries de videojogos mais vendidas de sempre.[carece de fontes?]